# M/S Nina
Nina, färja 296, är en av Trafikverket Färjerederiets färjor. Den går på färjeleden mellan Rindö och Vaxholm tillsammans med M/S Castella. 